# Nowa szkoła austriacka
Nowa szkoła austriacka – nurt polityki gospodarczej, którego przedstawiciele nawiązują do dorobku klasycznej szkoły austriackiej (Carla Mengera, Eugen von Bohm-Bawerka). Najbardziej znanym przedstawicielem nurtu nowej szkoły austriackiej był F. von Hayek, uczeń L. von Misesa. Prace tego autora uznano powszechnie za wykładnię polityczną i gospodarczą dwudziestowiecznego neoliberalizmu. 
Według przedstawicieli szkoły austriackiej, procesy gospodarcze charakteryzują się niepewnością i stałymi zakłóceniami równowagi. Informacja jest rozproszona wśród bardzo dużej liczby ludzi. W takich warunkach najlepszą instytucją koordynującą działania podmiotów gospodarujących jest rynek. Stanowi on najbardziej skuteczny mechanizm porządkowania informacji. Procesy gospodarcze mają związek z procesami uczenia się i gromadzenia wiedzy (informacji gospodarczej). Rynek umożliwia pozyskiwanie informacji oraz ich weryfikację, głównie poprzez mechanizm cenowy. Dzięki temu jednostki mogą podejmować decyzje na podstawie znacznie mniejszego zakresu wiedzy, niż teoretycznie musiałyby posiadać bez wykorzystania instytucji rynku. Dla poprawnego działania tego mechanizmu niezbędna jest swoboda kształtowania się cen, która jest uzależniona od swobodnej konkurencji podmiotów gospodarujących. Instytucje państwowe nigdy nie będą w stanie zastąpić rynku, jako mechanizmu lokacji, ponieważ będą posiadały zbyt małe zasoby informacji, a pewnych ich kategorii nie posiądą w ogóle.
Polityka pieniężna stanowi ważny czynnik oddziałujący na równowagę gospodarczą. Zwalczanie bezrobocia i inflacji jest uzależnione nie tylko od ograniczania i stabilizowania tempa podaży pieniądza, ale także od skutecznego hamowania ekspansji i roli związków zawodowych. Według F. Hayeka działalność związków zawodowych jest poważnym czynnikiem zwiększającym poziom inflacji, recesji oraz największą przeszkodą w podniesieniu poziomu życia pracowników najemnych.
Emisja pieniądza powinna być domeną nie tylko banku centralnego, ale także konkurujących pomiędzy sobą banków komercyjnych, które w taki sposób zapewniają właściwą jego podaż.
Stabilizacja kursów walutowych ma przewagę nad kursami zmiennymi. Ponieważ rząd zmuszony jest w takiej sytuacji do podtrzymywania określonego parytetu wymiennego, nie będzie mógł zatem używać kursu walutowego dla osiągania dyskrecjonalnych celów polityki gospodarczej. Rząd nie może stosować ograniczeń wymiany walut.
Przedstawiciele nowej szkoły austriackiej szczególny nacisk kładą na rolę prawno-instytucjonalnych ram funkcjonowania gospodarki.
Polityka gospodarcza rządu powinna być przede wszystkim skierowana na respektowanie i ochronę mechanizmu wolnego rynku. Charakter, a nie rozmiary aktywności rządu mają zatem decydujące znaczenie w jego działalności.
Kryteria umożliwiające odróżnienie działań zgodnych z wolnym rynkiem od tych, które są z nim sprzeczne, są dostarczane przez rządy prawa.
Przedsiębiorstwa państwowe są o tyle niekorzystną formą gospodarowania, o ile powodują powstanie form monopolizacji w gospodarce. Istnieją jednak rodzaje działalności organów państwowych, które rządy prawa odrzucają z zasady, ponieważ działania te wiążą się z różnicowaniem jednostek. Szczególnie szkodliwa jest działalność polegająca na jakiejkolwiek kontroli cen.
Dla zapewnienia wolności gospodarowania oraz konkurencji niezbędne jest zagwarantowanie swobody zawierania umów. Wolność gospodarowania oraz rządy prawa nie są możliwe do pogodzenia z próbami „poprawiania” podziału dochodów, czyli formami redystrybucji dochodów.